# Robert Hensel
Robert Hensel (* 18. Mai 1891 in Berlin; † 25. November 1954 ebenda) war ein deutscher SED-Funktionär. Er war unter anderem Mitglied des Parteivorstandes der SED, Mitglied des Deutschen Volksrates sowie Bezirksbürgermeister von Berlin-Prenzlauer Berg. 

## Leben
Hensel, Sohn eines Lederfärbers, besuchte die Volksschule und absolvierte eine Lehre zum kaufmännischen Angestellten. Er arbeitete später in diesem Beruf und als Handlungsgehilfe. Ab 1906 war er Mitglied und Funktionär der Berliner Arbeiterjugend, 1907 trat er der SPD bei. Ab 1910 war er Spediteur der sozialdemokratischen Zeitung „Arbeiterjugend“.
Im Dezember 1914 gehörte Hensel zu den Mitorganisatoren der ersten Antikriegsdemonstration in Berlin. Hensel wurde zum Kriegsdienst eingezogen und kämpfte als Soldat im Ersten Weltkrieg. 1917 wechselte er zur USPD und war zeitweise deren Berliner Bezirkssekretär. Bis März 1922 fungierte er als Redakteur der USPD-Zeitung „Freiheit“. 1922 kehrte er zur SPD zurück. Von 1920 bis 1933 war er Beisitzer beim Finanzgericht, ab 1922 Stadtjugendpfleger, Bürgerdeputierter sowie Schatzmeister im Jugendherbergsverband.
Nach der „Machtergreifung“ der Nationalsozialisten 1933 beteiligte sich Hensel am Widerstand. Nach Kriegsende 1945 wurde er erneut Mitglied der SPD und fungierte 1945/46 als deren Vorsitzender im Bezirk Wedding. 1945 war er Dezernent, Abteilungsleiter bzw. Bezirksrat für Volksbildung im Bezirksamt Berlin-Wedding. Ab 1946 war Hensel Vorsitzender des Kreisvorstandes Wedding der SED, von April 1946 bis März 1949 zudem Mitglied des SED-Landesvorstandes Groß-Berlin sowie von September 1947 bis März 1949 auch Mitglied dessen Sekretariats, zuständig für Kommunalpolitik. Zwischen September 1947 und Juli 1950 gehörte Hensel als Mitglied auch dem Parteivorstand der SED an. 
Von 1946 bis 1948 war Hensel Abgeordneter der Bezirksverordnetenversammlung Berlin-Wedding und dort zeitweise auch Bezirksrat für Finanzwesen, 1948/49 war er Mitglied des Volksrates. Von März 1949 bis Februar 1953 fungierte Hensel als Bezirksbürgermeister von Berlin-Prenzlauer Berg. Anschließend war er Direktor der Sparkasse Berlin.
Hensel erlag 63-jährig einem Krebsleiden.